# Sainte-Clotilde
Basilikan Sainte-Clotilde (Basilique Sainte-Clotilde) är en nygotisk romersk-katolsk kyrka vid Rue Las Cases i stadsdelen Saint-Germain-des-Prés i Paris sjunde arrondissement. Kyrkan, som är känd för sina 69 meter höga tvillingspiror, är helgad åt den heliga Clotilda.
År 1827 föreslogs för första gången att kyrkan skulle byggas. Den ritades av arkitekten Franz Christian Gau från Köln. Byggandet tog fart 1846 och efter Gaus död 1853 leddes arbetet av Théodore Ballu. Basilikan konsekrerades av ärkebiskopen av Paris, kardinal François-Nicolas-Madeleine Morlot, den 30 november 1857.
Interiören är ljus och sober. Glasmålningarna är utförda av Thibaut, en av Frankrikes ledande glasmålare på 1800-talet. I övrigt är kyrkan utsmyckad med målerier av Jules Eugène Lenepveu (taket i Mariakapellet) och skulpturer utförda av James Pradier och Francisque Duret (korsvägen).  
Kyrkan dominerar den lilla Samuel Rousseau-parken med kastanjeträd, judasträd och sofora.
Kompositören César Franck och den blinde organisten Jean Langlais har varit organister i kyrkan. Kyrkans orgel, byggd av Aristide Cavaillé-Coll, är berömd.